# 人生中最霉好的週末
《人生中最霉好的週末》（英語：Best.Worst.Weekend.Ever.）是一部由Netflix所製作的原創影集，全部8集，於2018年10月19日上映。

## 角色

### 主要角色[2]
- 札德·諾瓦克（Zed Novak）

山姆·艾須·阿諾德飾演（國語：張宇豪）
- 亞爾古·安德羅普利斯（Argo Andropolis）

柯爾·山德飾演（國語：江志倫，日語：土田玲央）
- 翠西（Treece）

布莉安娜·里德飾演（國語：徐瑀甄）
- 海莉（Hallie）

布蘭特妮·葛姆斯飾演（國語：簡敏）

### 其他角色
- 伊娃（Eva）

Cleo Fraser飾演
- 芬莉 （Finley）

瑞秋·蓋格飾演
- 克洛伊 （Chloe）

蒂凡尼·艾斯佩森飾演
- 威尼（Vinnie）

Daniel Hoffman飾演
- 暴跳俠傑克（Jumping Jack Lightning）

傑克·格里佛飾演
- 派奇思（Patches）

Curran Walters飾演
- 杜恩（Duane）

Eddie Leavy飾演
- 翠西的爸爸（Treece's Dad）

賴瑞·貝茲飾演
- 弗恩（Vern）

羅尼·阿古拉蒂飾演

## 集數
| 集數 （季） | 標題            | 導演             | 編劇                                                                               | 上線日期       |
| ----------- | --------------- | ---------------- | ---------------------------------------------------------------------------------- | -------------- |
| 1           | 第 1 期 Issue 1 | 傑瑞米・蓋瑞里克 | 故事：羅賓·J·史坦、丹尼爾·布萊恩·富蘭克林、傑瑞米・蓋瑞里克 劇本：傑瑞米・蓋瑞里克 | 2018年10月19日 |
| 2           | 第 2 期 Issue 2 | 傑瑞米・蓋瑞里克 | 傑瑞米・蓋瑞里克                                                                   | 2018年10月19日 |
| 3           | 第 3 期 Issue 3 | 傑瑞米・蓋瑞里克 | Thomas Beecher、Jacob Fleisher                                                     | 2018年10月19日 |
| 4           | 第 4 期 Issue 4 | 傑瑞米・蓋瑞里克 | Thomas Beecher、Jacob Fleisher                                                     | 2018年10月19日 |
| 5           | 第 5 期 Issue 5 | 傑瑞米・蓋瑞里克 | 羅賓·J·史坦、丹尼爾·布萊恩·富蘭克林                                                | 2018年10月19日 |
| 6           | 第 6 期 Issue 6 | 傑瑞米・蓋瑞里克 | 羅賓·J·史坦、丹尼爾·布萊恩·富蘭克林                                                | 2018年10月19日 |
| 7           | 第 7 期 Issue 7 | 傑瑞米・蓋瑞里克 | 亞倫·庫利、泰勒·禾根·拉斯里                                                        | 2018年10月19日 |
| 8           | 第 8 期 Issue 8 | 傑瑞米・蓋瑞里克 | Dan Cross、Dave Hoge                                                               | 2018年10月19日 |